# Arthur Symons

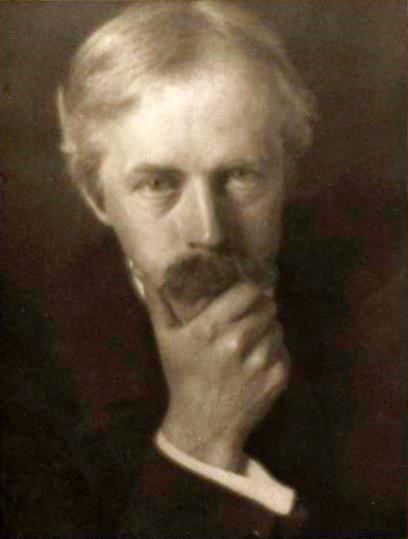
Arthur Symons, Aufnahme vom 22. September 1906

Arthur William Symons (* 28. Februar 1865 in Milford Haven, Pembrokeshire; † 22. Januar 1945 in Wittersham, Kent) war ein englischer Lyriker, Kritiker, Journalist, Herausgeber, Reiseautor und Übersetzer.

## Leben und Werk
Symons wurde bekannt mit seinem den Geist der Dekadenzdichtung und des Fin de Siècle spiegelnden lyrischen Werk (Days and Nights, 1889; London Nights, 1895), als Vermittler des französischen Symbolismus in England (The Symbolist Movement in Literature, 1899) und als Interpret der englischen Romantik (The Romantic Movement in English Poetry, 1909).
Seine poetischen und literaturkritischen Werke gehören zwar zu den am häufigsten anthologisierten Texten des englischen Fin de Siècle, sind jedoch in der nachfolgenden Zeit kaum rezipiert worden. Schon lange vor seinem Tod geriet sein umfangreiches lyrisches, erzählerisches, dramatisches und literaturtheoretisches Werk bereits zu Beginn des 20. Jahrhunderts weitgehend in Vergessenheit.
Nach seiner Geburt als Sohn eines Pfarrers und seiner Erziehung durch Privatlehrer in Wales verlagerte Symons im Alter von sechzehn Jahren seinen Lebensmittelpunkt nach London. In den dortigen literarischen Zirkeln fand er schnell neue Bekannte und Freunde, und er schloss sich dem sogenannten  Rhymers’ Club an, einer Gruppe von Poeten und Literaten, zu denen unter anderem auch William Butler Yeats und Ernest Dowson gehörten. Bereits im Alter von 21 Jahren veröffentlichte Symons 1886 seine erste Monografie über den von ihm hoch geschätzten viktorianischen Dichter Robert Browning unter dem Titel Introduction to the Study of Browning. Der poetische Stil Brownings fand zugleich seinen deutlichen Niederschlag in Symons frühen Gedichten, die er 1889 in der Sammlung Days and Nights publizierte.
Die darauffolgenden beiden Gedichtbände Silhouettes (1892) und London Nights (1895) lassen dagegen völlig andere Einflüsse erkennen und enthalten eine Reihe seiner bemerkenswertesten Gedichte und ästhetischen Texte. Einerseits hatte Symons zu Beginn der 1890er Jahre während seiner Aufenthalte in Paris so berühmte Dichter und Schriftsteller wie Stéphane Mallarmé, Paul Verlaine oder Joris-Karl Huysmans kennengelernt; andererseits fand er zugleich mit seinem Anschluss an den Rhymers’ Club eine Fülle von Inspirationen für seine erotischen und urbanen Gedichte.
So lernte er zusammen mit seinen Freunden aus diesem Club in den nächtlichen Streifzügen durch die Metropole das Londoner Nachtleben kennen und wurde zum intimen Kenner der Londoner Music Hall, deren Umgebung, Szenerie und Tänzerinnen er in seinen lyrischen Texten fortan thematisierte. Die bei seinen Streifzügen im Nachtleben der Metropole gewonnenen Impressionen oder Eindrücke flossen großenteils in seine Stadtdichtung dieser frühen Schaffensphase ein, die unverkennbar durch die lyrischen Vorlagen von Charles Baudelaire und James McNeill Whistler geprägt war.

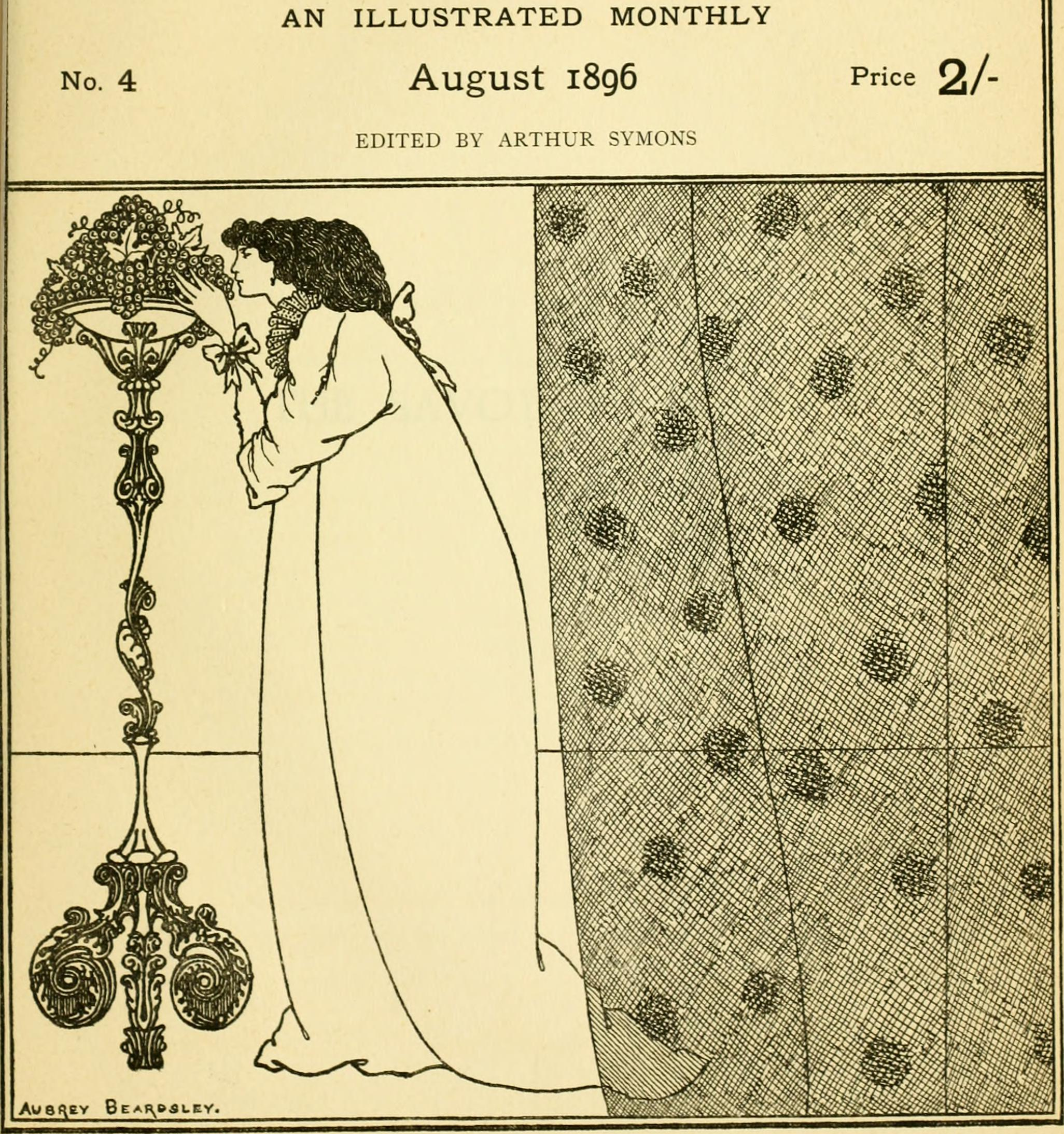
The Savoy, Titelseite der August-Ausgabe von 1896

Die in den Sammlungen Silhouettes und  London Nights erschienenen Gedichte wurden später zusammen mit der in Amoris Victima (1897) und Images of Good and Evil (1899) veröffentlichten Lyrik Symons in seine 1902 publizierte zweibändige Anthologie Poems aufgenommen. 1896 wurde Symons Herausgeber und Redakteur des neuen Literaturmagazins Savoy. Seinen richtungsweisenden literaturtheoretischen sowie programmatischen Artikel The Decadent Movement in Literature, der erstmals im November 1893 im Harper’s Magazine erschienen war, erweiterte er 1899 zu der Buchveröffentlichung The Symbolist Movement in Literature, in der er versuchte, seine englische Leserschaft mit dem französischen Symbolismus als literarischer Bewegung vertraut zu machen, die Symons als einen Versuch begriff, die Literatur zu sublimieren und ins Geistige zu erhöhen („an attempt to spiritualise literature“).
Symons frühe Begeisterung für das Leben der Londoner Bohème war bereits in der Mitte seiner sogenannten Yellow Decade seinen immer stärker werdenden Zweifeln an dem vor allem von seinem Mentor Walter Pater propagierten Ideal eines „flammengleichen Lebens“ voller Momente der Ekstase  gewichen. Gingen viele seiner literarischen Weggefährten nach ihrem frühen Tod als tragic generation in die Literaturgeschichte ein, so wandte sich Symons drei Jahre nach Erstveröffentlichung seiner Monografie über die symbolistische Bewegung in Frankreich, die er  T. S. Eliot gewidmet hatte und mit der er zum Doyen der britischen Dekadenzbewegung aufstieg, von den epikureischen Maximen seiner Zeitgenossen ab und konzentrierte sich fortan vornehmlich auf den europäischen Symbolismus.
Diese Wandel seines literarischen oder literaturkritischen Credos spiegelt sich ebenso in seinen späteren Gedichten. In den Bänden Amoris Victima (1897), Images of Good and Evil (1899) sowie The Fool of the World (1906) bringt Symons nach seiner „Läuterung“ in häufig romantisch anmutenden Texten seine Rückbesinnung auf die eigenen religiösen Wurzeln sowie auf seine Liebe zur Natur zum Ausdruck.
Ungeachtet seiner frühzeitigen Kehrtwendung in seinem Leben und Schaffen erlitt Symons während eines Italienaufenthaltes 1908 einen physischen und psychischen Zusammenbruch, von dem er sich nie wieder vollständig erholte. So publizierte er in der Folgezeit einzig bereits erschienene Schriften und Werke sowie diverse Reisebeschreibungen, Übersetzungen französischer und italienischer Gedichte und verschiedene literaturkritische Artikel, deren Qualität jedoch in deutlicher Form seinen geistigen Verfall dokumentieren.
Trotzdem kann Symons vom Standpunkt der heutigen Literaturwissenschaft und Kritik aufgrund seines herausragenden Frühwerks zu den bedeutendsten Vertretern der spätviktorianischen Dichtung und Prosa gezählt und gleichermaßen als ein wichtiger Wegbereiter der Moderne in England angesehen werden.

## Veröffentlichungen (Auswahl)
- The Symbolist Movement in Literature. Erstausgabe 1899, 2. revidierte und erweiterte Auflage, E. P. Dutton and Company, London 1919. Nachdruck Echo Library, Fairford 2017.
- Poems. 2 Bände. Erstausgabe London 1901 und Heinemann, London 1924.
- William Blake. Archibald Constable, London 1907.
- Collected works. 9 Bände. Erstausgabe London 1924 und AMS Press, New York 1973.
- A Study of Oscar Wilde. Charles J. Sawyer, London 1930.
- Selected letters 1880–1935. Herausgegeben von K. Beckson, University of Iowa Press, Iowa 1989.

## Quelle
- Bibliographisches Institut & F. A. Brockhaus AG, Der Brockhaus multimedial premium 2005, 2005